# Puccinia tenuispora
Puccinia tenuispora är en svampart som beskrevs av McAlpine 1906. Puccinia tenuispora ingår i släktet Puccinia och familjen Pucciniaceae.   Inga underarter finns listade i Catalogue of Life.